# Rhopalophora collaris
Rhopalophora collaris es una especie de escarabajo longicornio del género Rhopalophora, categorizada en la tribu Rhopalophorini, de la subfamilia Cerambycinae. Fue descrita por Germar en 1823.
Mide 9-18 mm de longitud. Se distribuye por Argentina, Bolivia, Brasil, Paraguay y Uruguay.